# Judy Gringer
Judy Gringer (født 23. januar 1941 i København) er en dansk skuespillerinde. Hun har været med i over 50 film og optrådt på scenen bl.a. på Det Kongelige Teater og i et utal af revyer. Hun var et del af det faste ensemble på ABC Teatret under Stig Lommer.

## Biografi
Judy Gringer er datter af en jødisk skrædder. Gringer begyndte som balletbarn på Det Kongelige Teater, men balletdanser blev hun ikke. I stedet hentede Stig Lommer hende i 1957 ind som danser i Tivolirevyen og året efter som skuespillerinde i ABC-revyen. I de følgende mange år spillede hun primært komedier og revyer og ofte i rollen som sexbombe. Især sketchen Babs og Nutte (1958), som hun spillede med Dirch Passer, er blevet folkeeje.  
Også i størstedelen af filmene, hvor hun i de fleste tilfælde spillede biroller, var komedier, men udstråling såvel som udseende kunne hun ofte stjæle billedet fra hovedrolleindehaverne. Endelig havde hun nogle roller i tv-film i 1970'erne. 
Hun boede fem år sammen med Dirch Passer og senere med filminstruktøren Knud Leif Thomsen. I 1985 forlod hun Danmark og rejste til New York, hvor hun boede i flere perioder indtil 1991 og levede af forefaldende jobs.
Efter mange års filmpause fik Judy Gringer et comeback med en større rolle i Til højre ved den gule hund. Hun har ikke haft teaterroller siden 1984.

## Filmografi
| År   | Titel                                 | Rolle                                       | Noter                                                                      |
| ---- | ------------------------------------- | ------------------------------------------- | -------------------------------------------------------------------------- |
| 1958 | Guld og grønne skove                  | hans datter, Anna                           |                                                                            |
| 1958 | Verdens rigeste pige                  | omstillingsdame                             |                                                                            |
| 1958 | Seksdagesløbet                        | Tove                                        |                                                                            |
| 1958 | Soldaterkammerater                    | Ellen                                       |                                                                            |
| 1958 | Mor skal giftes                       | tjenestepige                                |                                                                            |
| 1958 | Vagabonderne på Bakkegården           | ung                                         |                                                                            |
| 1959 | Poeten og Lillemor                    | Lise                                        | [ 10 ]                                                                     |
| 1959 | Onkel Bill fra New York               | frk. Jytte                                  |                                                                            |
| 1960 | Poeten og Lillemor og Lotte           | bagerjomfru Lise                            | både i denne film og privat dannede Judy Gringer par med Dirch Passer.     |
| 1960 | Sømand i knibe                        | Mette                                       | [ 12 ]                                                                     |
| 1961 | Mine tossede drenge                   | Nina                                        | både i denne film og privat dannede Judy Gringer par med Otto Brandenburg. |
| 1961 | Peters baby                           | Kirsten                                     |                                                                            |
| 1961 | Poeten og Lillemor i forårshumør      | bagerjomfru Lise                            | både i denne film og privat dannede Judy Gringer par med Dirch Passer.     |
| 1962 | Det tossede paradis                   | Ursula                                      |                                                                            |
| 1962 | Sømænd og svigermødre                 | Yvonne                                      |                                                                            |
| 1962 | Det støver stadig                     | model                                       |                                                                            |
| 1962 | Oskar                                 | Tina, stuepige hos Bang                     |                                                                            |
| 1962 | Drømmen om det hvide slot             | Malene                                      |                                                                            |
| 1963 | Pigen og pressefotografen             | Yvette Salomonsen                           | [ 13 ]                                                                     |
| 1963 | Vi har det jo dejligt                 | madame Decoltas                             |                                                                            |
| 1963 | Hvis lille pige er du?                | Susie                                       |                                                                            |
| 1963 | Sikke'n familie                       | Maggie                                      |                                                                            |
| 1963 | Et døgn uden løgn                     | Helle                                       |                                                                            |
| 1964 | Majorens oppasser                     | Lise Clausen                                | [ 14 ] [ 13 ]                                                              |
| 1964 | Selvmordsskolen                       | sekretær for professoren                    |                                                                            |
| 1964 | Når enden er go'                      | Dorte                                       |                                                                            |
| 1964 | Fem mand og Rosa                      | Rosa Jørgensen                              | [ 15 ] [ 16 ]                                                              |
| 1966 | Gift                                  | Sonja, stuepige                             |                                                                            |
| 1966 | Ih, du forbarmende                    |                                             |                                                                            |
| 1967 | Det er ikke appelsiner - det er heste | Else Iversen                                |                                                                            |
|      | Smukke Arne og Rosa                   | Rosa, Arnes kæreste                         |                                                                            |
| 1968 | Dyrlægens plejebørn                   | Birgitte, lægens husbestyreinde, jordemoder |                                                                            |
| 1969 | Den gale dansker                      | Christine                                   |                                                                            |
| 1971 | Guld til præriens skrappe drenge      | Swing-Susie                                 |                                                                            |
| 1971 | Min søsters børn når de er værst      | Camilla Olsen                               |                                                                            |
| 1972 | Takt og tone i himmelsengen           | Sonja, kaldet Julie                         | sengekantsfilm                                                             |
| 1972 | Lenin, din gavtyv!                    | madame Holliday                             |                                                                            |
| 1972 | Nu går den på Dagmar                  | teaterpublikum                              |                                                                            |
| 1973 | Romantik på sengekanten               | forsvarer                                   | sengekantsfilm                                                             |
| 1974 | Prins Piwi                            | hysterisk dame                              |                                                                            |
| 1974 | Nøddebo Præstegård                    | Thedora                                     |                                                                            |
| 1976 | I Løvens tegn                         | bardame                                     | stjernetegnsfilm                                                           |
| 1976 | Julefrokosten                         | Borgunde                                    |                                                                            |
| 1977 | Agent 69 Jensen i Skorpionens tegn    | Irma                                        | stjernetegnsfilm                                                           |
| 1977 | Familien Gyldenkål vinder valget      | byrådsmedlem                                |                                                                            |
| 1978 | Firmaskovturen                        | Borgunde                                    |                                                                            |
| 1978 | Slægten                               | Maren                                       |                                                                            |
| 1979 | Historien om en moder                 | Christines kollega                          |                                                                            |
| 1983 | Otto er et næsehorn                   | Toppers tante                               |                                                                            |
| 1984 | Midt om natten                        | Rita kaldet "Kranen"                        | Kim Larsens hustru Hanne Qvist Larsen blev også kaldt kranen.              |
| 1988 | Himmel og helvede                     | Snehvide                                    |                                                                            |
| 1994 | Kærlighed ved første desperate blik   | Alice, kvinde ved politiet                  |                                                                            |
| 2003 | Til højre ved den gule hund           | Lotte Nymann                                |                                                                            |

### Tv-serier
- Det drejer sig om..., afsnit 6 (1969)
- Huset på Christianshavn, afsnit 35 (1973) – Lilly, Karlas søster
- Taxa, afsnit 2 (1997) – En ubehagelig taxakunde